# Filmjahr 1978
Liste der Filmjahre

◄◄ | ◄ | 1974 | 1975 | 1976 | 1977 | Filmjahr 1978 | 1979 | 1980 | 1981 | 1982 | ► | ►►

Weitere Ereignisse

## Ereignisse
- 9. Februar: Der Film Krieg der Sterne startet in den deutschen Kinos.
- 1. März: In der Nacht auf den 2. März wird der Sarg des Filmkomikers Charlie Chaplin vom Schweizer Friedhof Corsier-sur-Vevey gestohlen, um Lösegeld zu erpressen.
- 16. September: Die Dreharbeiten zu Das Leben des Brian von Monty Python beginnen.
- 25. Oktober: Uraufführung von Halloween – Die Nacht des Grauens (Regie: John Carpenter). Dieser Film gilt als Wegbereiter des Slasherfilm-Subgenres.
- 17. November: Auf CBS wird das erste und einzige Mal das Star Wars Holiday Special ausgestrahlt.
- Das erste Sundance Film Festival findet, noch unter dem Namen „Utah/US Film Festival“, statt
- Charles Chaplins Sarg wird 3 Monate nach seiner Beerdigung gestohlen.
- Der US Supreme Court veröffentlicht eine Liste von Worten, die in Filmen nicht gesagt werden sollten.
- Nach Differenzen mit dem Mutterunternehmen Transamerica Corporation verlassen die Manager Arthur Krim, Robert Benjamin und Eric Pleskow das Filmunternehmen United Artists und gründen die Orion Pictures Corporation.
- Januar – Die Sieger der BRAVO Otto Leserwahl werden vorgestellt:
  - Kategorie – männliche Filmstars: Gold Pierre Brice, Silber Leif Garrett, Bronze Terence Hill
  - Kategorie – weibliche Filmstars: Gold Nastassja Kinski, Silber Uschi Glas, Bronze Romy Schneider

## Top 10 der erfolgreichsten Filme

### In Deutschland
Die zehn erfolgreichsten Filme an den deutschen Kinokassen nach Besucherzahlen (Stand: 24. November 2018):
| Platz           | Filmtitel                             | Besucher  |
| --------------- | ------------------------------------- | --------- |
| 1.              | Krieg der Sterne                      | 8.021.000 |
| 2.              | Zwei sind nicht zu bremsen            | 4.900.000 |
| 3.              | Grease                                | 5.300.000 |
| 4.              | Sie nannten ihn Mücke                 | 4.450.000 |
| 5.              | Nur Samstag Nacht                     | 4.300.000 |
| 6.              | Die Wildgänse kommen                  | 3.900.000 |
| 7.              | Convoy                                | 3.600.000 |
| 8.              | Unheimliche Begegnung der dritten Art | 3.300.000 |
| 9.              | Plattfuß in Afrika                    | 3.150.000 |
| 10.             | Der Querkopf                          | 3.100.000 |
| Kinostarts 1978 |                                       |           |

### In den USA
Die zehn erfolgreichsten Filme an den US-amerikanischen Kinokassen nach Einspielergebnis.
| Platz | Filmtitel                       | Einspielergebnis in US-Dollar |        |
| ----- | ------------------------------- | ----------------------------- | ------ |
| 1.    | Grease                          | 159.978.870                   | [ 2 ]  |
| 2.    | Superman                        | 134.218.018                   | [ 3 ]  |
| 3.    | National Lampoon’s Animal House | 120.091.123                   | [ 4 ]  |
| 4.    | Every Which Way but Loose       | 85.196.485                    | [ 5 ]  |
| 5.    | Heaven Can Wait                 | 81.640.278                    | [ 6 ]  |
| 6.    | Hooper                          | 78.000.000                    | [ 7 ]  |
| 7.    | Jaws 2                          | 77.737.272                    | [ 8 ]  |
| 8.    | Revenge of the Pink Panther     | 49.579.269                    | [ 9 ]  |
| 9.    | The Deer Hunter                 | 48.979.328                    | [ 10 ] |
| 10.   | Halloween                       | 47.000.000                    | [ 11 ] |

## Filmpreise

### Golden Globe Award
Am 28. Januar findet im Beverly Hilton Hotel in Los Angeles die Golden-Globe-Verleihung statt.
- Bestes Drama: Am Wendepunkt von Herbert Ross
- Bestes Musical/Komödie: Der Untermieter von Herbert Ross
- Bester Schauspieler (Drama): Richard Burton in Equus – Blinde Pferde
- Beste Schauspielerin (Drama): Jane Fonda in Julia
- Bester Schauspieler (Musical/Komödie): Richard Dreyfuss in Der Untermieter
- Beste Schauspielerin (Musical/Komödie): Diane Keaton in Der Stadtneurotiker und Marsha Mason in Der Untermieter
- Bester Nebendarsteller: Peter Firth in Equus – Blinde Pferde
- Beste Nebendarstellerin: Vanessa Redgrave in Julia
- Bester Regisseur: Herbert Ross für Am Wendepunkt
- Cecil B. DeMille Award: Red Skelton

### Oscarverleihung 1978
Die Oscarverleihung fand am 3. April im Dorothy Chandler Pavilion in Los Angeles statt.
- Bester Film: Der Stadtneurotiker von Charles H. Joffe
- Bester Hauptdarsteller: Richard Dreyfuss in Der Untermieter
- Beste Hauptdarstellerin: Diane Keaton in Der Stadtneurotiker
- Bester Regisseur: Woody Allen für Der Stadtneurotiker
- Bester Nebendarsteller: Jason Robards in Julia
- Beste Nebendarstellerin: Vanessa Redgrave in Julia
- Beste Kamera: Vilmos Zsigmond für Unheimliche Begegnung der dritten Art
- Bestes Szenenbild: Jonathan Barry, Norman Reynolds, Leslie Dilley, Roger Christian für Krieg der Sterne (Star Wars)
- Beste Filmmusik: John Williams für Krieg der Sterne (Star Wars)
- Bester Song: „You Light Up My Life“ aus Stern meines Lebens (You Light Up My Life) – Joseph Brooks
- Bester fremdsprachiger Film: Madame Rosa von Moshé Mizrahi (Frankreich)
- Ehrenoscar: Margaret Booth

### Internationale Filmfestspiele von Cannes 1978
Das Festival beginnt am 16. Mai und endet am 30. Mai. Die Jury unter Präsident Alan J. Pakula vergibt folgende Preise:
- Goldene Palme: Der Holzschuhbaum von Ermanno Olmi
- Bester Schauspieler: Jon Voight in Coming Home – Sie kehren heim
- Beste Schauspielerin: Jill Clayburgh in Eine entheiratete Frau und Isabelle Huppert in Violette Nozière
- Beste Regie: Nagisa Ōshima für Im Reich der Leidenschaft

### Internationale Filmfestspiele Berlin 1978
Das Festival beginnt am 22. Februar und endet am 5. März. Die Jury unter Präsidentin Patricia Highsmith vergibt folgende Preise:
- Goldener Bär: Las Truchas von José Luis García Sánchez
- Bester Schauspieler: Craig Russell in Ausgeflippt
- Beste Schauspielerin: Gena Rowlands in Opening Night
- Bester Regisseur: Georgi Djulgerow für Der Vorteil

### Deutscher Filmpreis
- Bester Film: Die gläserne Zelle von Hans W. Geißendörfer
- Beste Regie: Rainer Werner Fassbinder für Despair – Eine Reise ins Licht und Wim Wenders für Der amerikanische Freund
- Beste Hauptdarstellerin: Tina Engel für Das zweite Erwachen der Christa Klages
- Bester Hauptdarsteller: Peter Kern für Flammende Herzen und Hitler, ein Film aus Deutschland und Rio Reiser für Johnny West

### César
- Bester Film: Providence von Alain Resnais
- Beste Regie: Alain Resnais für Providence
- Bester Hauptdarsteller: Jean Rochefort für Der Haudegen
- Beste Hauptdarstellerin: Simone Signoret für Madame Rosa
- Bester Nebendarsteller: Jacques Dufilho für Der Haudegen
- Beste Nebendarstellerin: Marie Dubois für Lohn der Giganten
- Bester ausländischer Film: Ein besonderer Tag von Ettore Scola

### British Academy Film Award
- Bester Film: Der Stadtneurotiker von Woody Allen
- Beste Regie: Woody Allen für Der Stadtneurotiker
- Bester Hauptdarsteller: Peter Finch für Network
- Beste Hauptdarstellerin: Diane Keaton für Der Stadtneurotiker
- Bester Nebendarsteller: Edward Fox für Die Brücke von Arnheim
- Beste Nebendarstellerin: Geraldine Chaplin für Willkommen in Los Angeles

### New York Film Critics Circle Award
- Bester Film: Die durch die Hölle gehen von Michael Cimino
- Beste Regie: Terrence Malick für In der Glut des Südens
- Bester Hauptdarsteller: Jon Voight in Coming Home – Sie kehren heim
- Beste Hauptdarstellerin: Ingrid Bergman in Herbstsonate
- Bester Nebendarsteller: Christopher Walken in Die durch die Hölle gehen
- Beste Nebendarstellerin: Maureen Stapleton in Innenleben
- Bester ausländischer Film: Brot und Schokolade von Franco Brusati

### National Board of Review
- Bester Film: In der Glut des Südens von Terrence Malick
- Beste Regie: Ingmar Bergman für Herbstsonate
- Bester Hauptdarsteller: Laurence Olivier in The Boys from Brazil und Jon Voight in Coming Home – Sie kehren heim
- Beste Hauptdarstellerin: Ingrid Bergman in Herbstsonate
- Bester Nebendarsteller: Richard Farnsworth in Eine Farm in Montana
- Beste Nebendarstellerin: Angela Lansbury in Tod auf dem Nil
- Bester fremdsprachiger Film: Herbstsonate von Ingmar Bergman

### Los Angeles Film Critics AssociationAwards
- Bester Film: Coming Home – Sie kehren heim von Hal Ashby
- Beste Regie: Michael Cimino für Die durch die Hölle gehen
- Bester Hauptdarsteller: Jon Voight in Coming Home – Sie kehren heim
- Beste Hauptdarstellerin: Jane Fonda in Coming Home – Sie kehren heim und Eine Farm in Montana
- Bester Nebendarsteller: Robert Morley in Die Schlemmer-Orgie
- Beste Nebendarstellerin: Maureen Stapleton in Innenleben und Mona Washbourne in Stevie
- Bester fremdsprachiger Film: Madame Rosa von Moshé Mizrahi
- Lebenswerk: Orson Welles

### Weitere Filmpreise und Auszeichnungen
- AFI Life Achievement Award: Henry Fonda
- David di Donatello: In nome del papa re, Ein Mann aus Eisen und Stahl (Bester italienischer Film) und Unheimliche Begegnung der dritten Art (Bester ausländischer Film)
- Deutscher Kritikerpreis: Josef Rödl
- Directors Guild of America Award: Woody Allen für Der Stadtneurotiker, David Butler (Lebenswerk)
- Evening Standard British Film Award: Die Brücke von Arnheim von Richard Attenborough
- Gilde-Filmpreis: Der Stadtneurotiker von Woody Allen (Bester ausländischer Film) und Der Mädchenkrieg von Alf Brustellin und Bernhard Sinkel (Bester deutscher Film)
- Louis-Delluc-Preis: Das Geld der anderen von Christian de Chalonge
- Nastro d’Argento: Padre Padrone – Mein Vater, mein Herr von Paolo und Vittorio Taviani und Julia von Fred Zinnemann
- National Society of Film Critics Award: Der Stadtneurotiker von Woody Allen
- People’s Choice Award: Krieg der Sterne von George Lucas (populärster Film), John Wayne (populärster Schauspieler), Barbra Streisand (populärste Schauspielerin)
- Polnisches Filmfestival Gdynia: Pasja von Stanisław Różewicz und Ohne Betäubung von Andrzej Wajda
- Preis der deutschen Filmkritik: Der kleine Godard von Hellmuth Costard
- Festival Internacional de Cine de Donostia-San Sebastián: Alambrista von Robert M. Young
- Toronto International Film Festival: Girlfriends von Claudia Weill (Publikumspreis)
- Writers Guild of America Award: Am Wendepunkt (Bestes Originaldrehbuch, Drama), Der Stadtneurotiker (Bestes Originaldrehbuch, Komödie), Julia (Bestes adaptiertes Drehbuch, Drama), Oh, Gott (Bestes adaptiertes Drehbuch, Komödie)

## Geburtstage

### Januar bis März
Januar

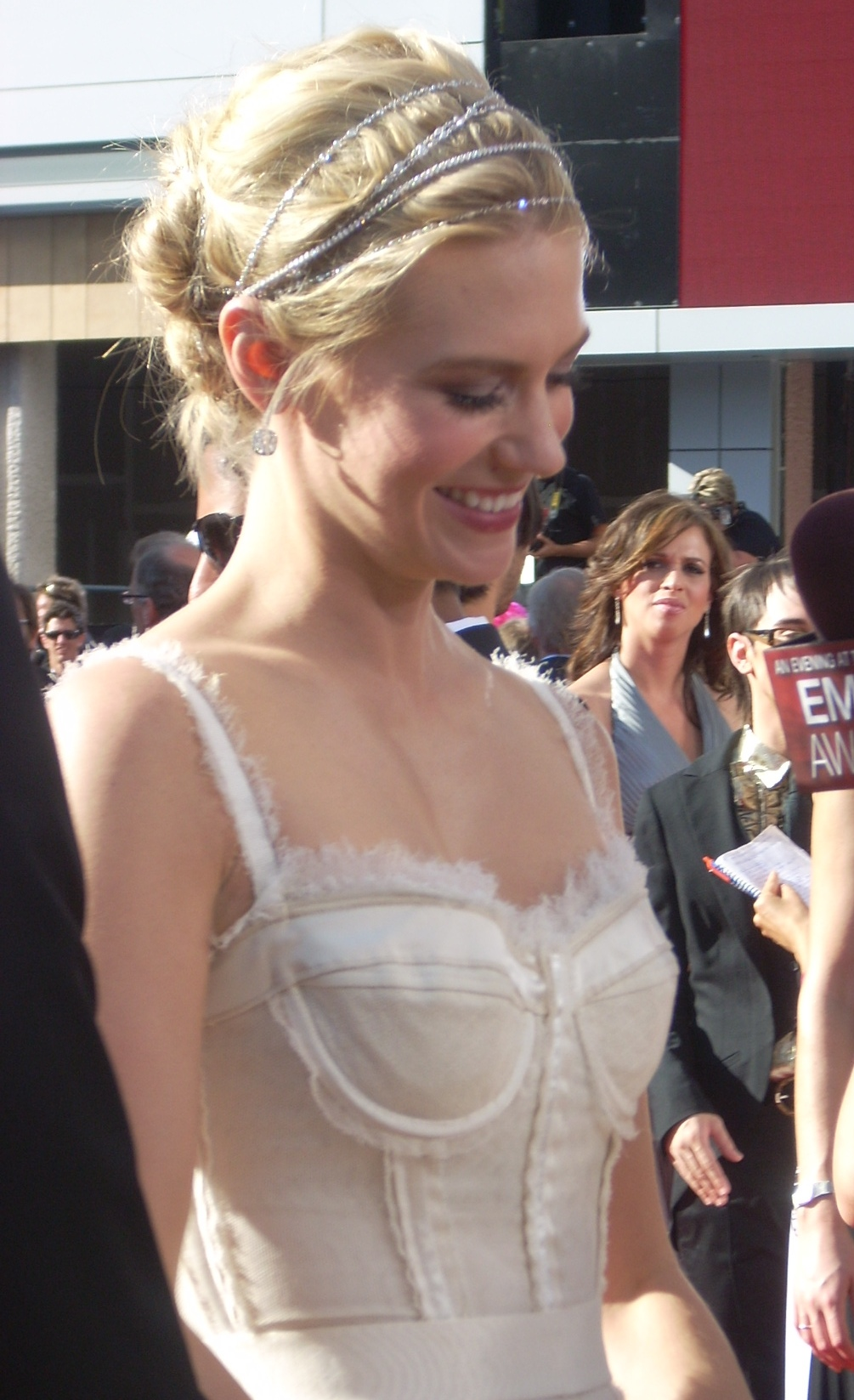
January Jones (* 5. Januar)

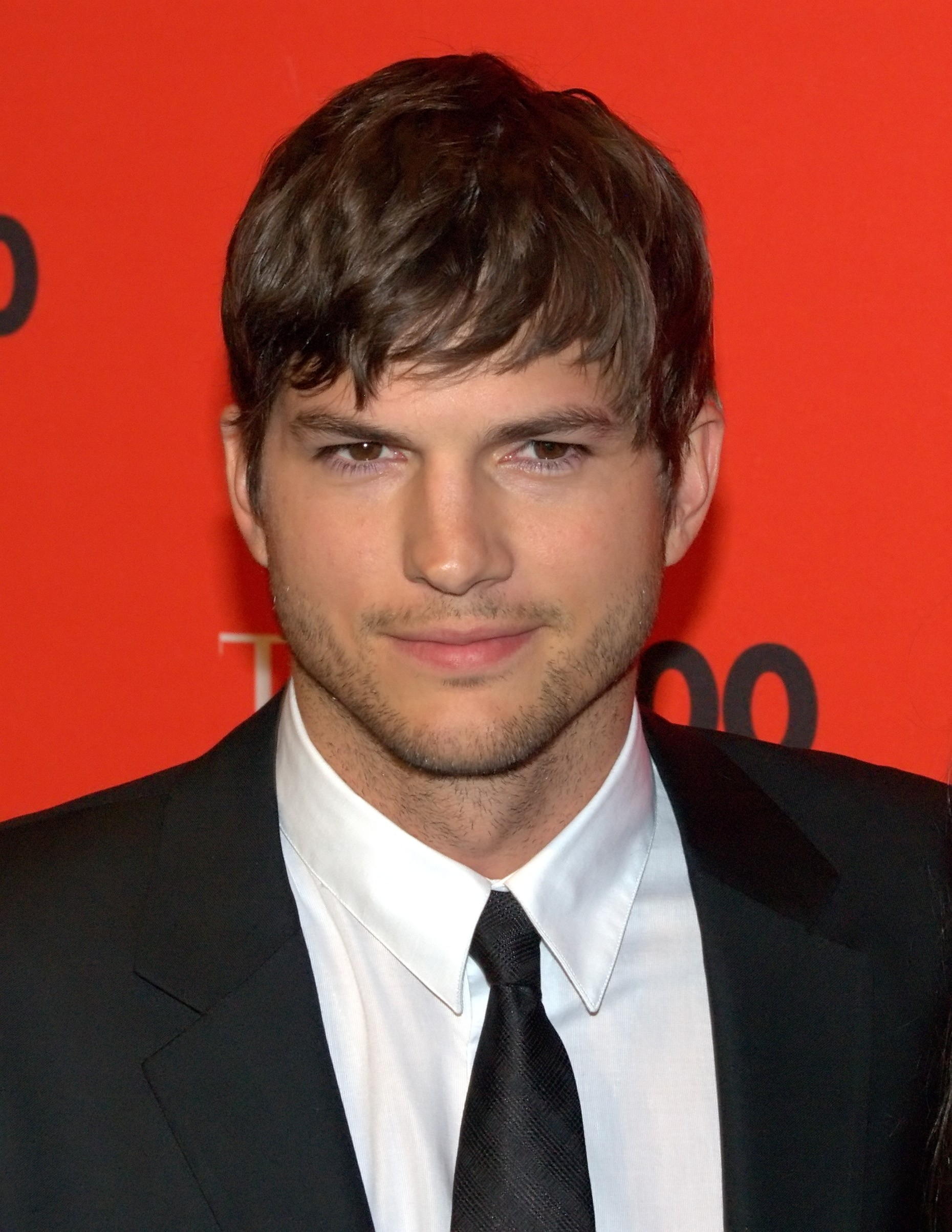
Ashton Kutcher (* 7. Februar)

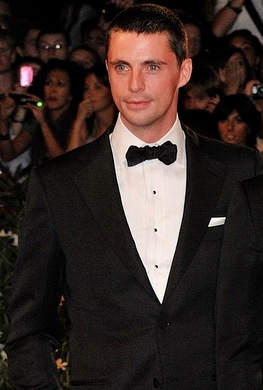
Matthew Goode (* 3. April)

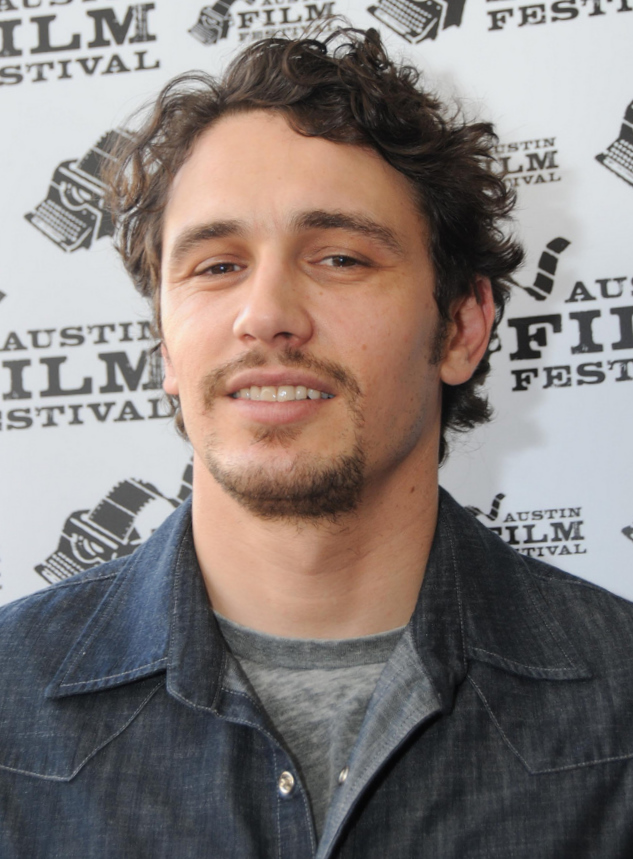
James Franco (* 19. April)

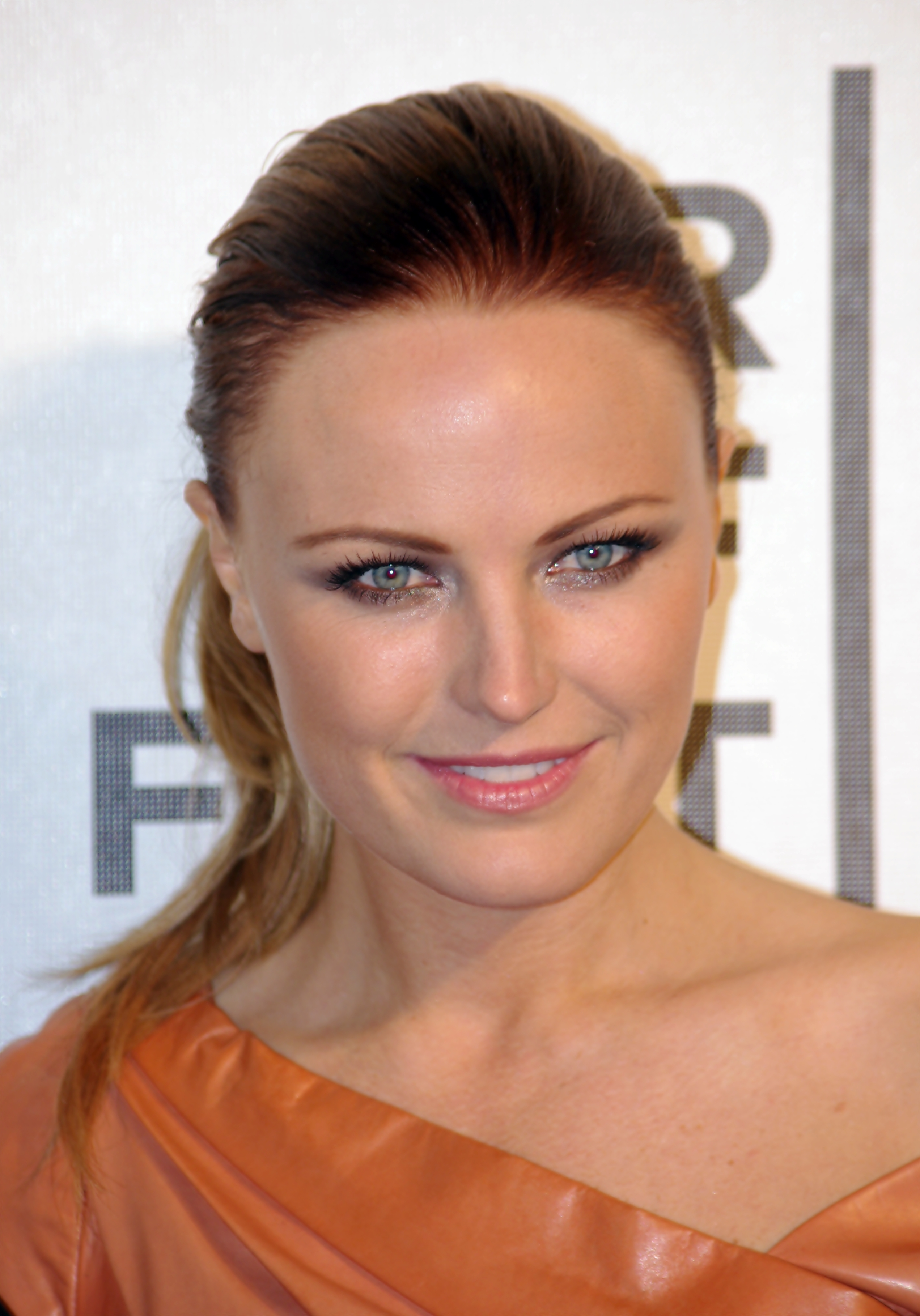
Malin Åkerman (* 12. Mai)

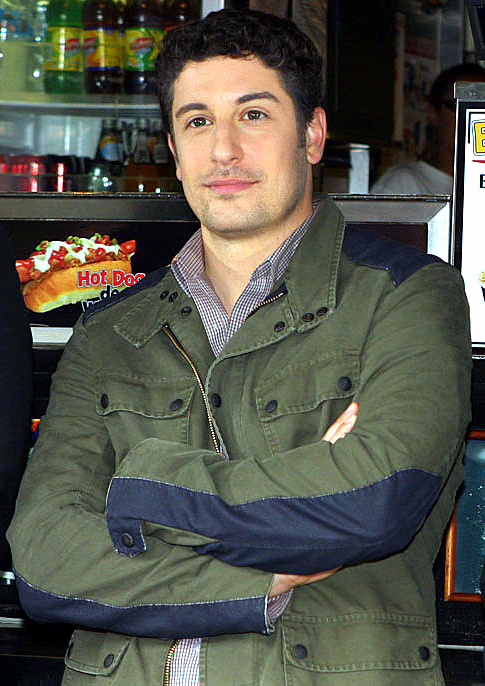
Jason Biggs (* 12. Mai)

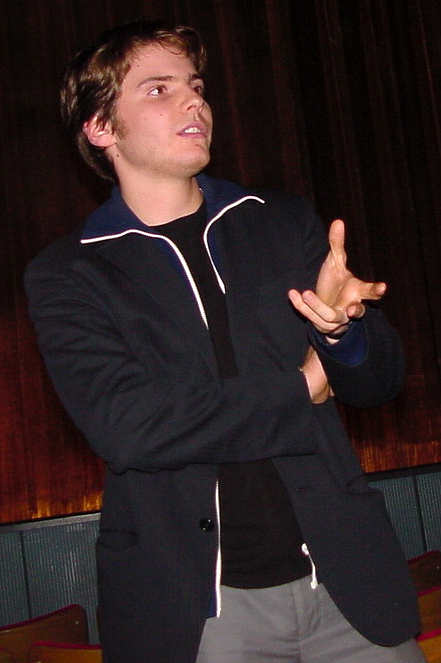
Daniel Brühl (* 16. Juni)

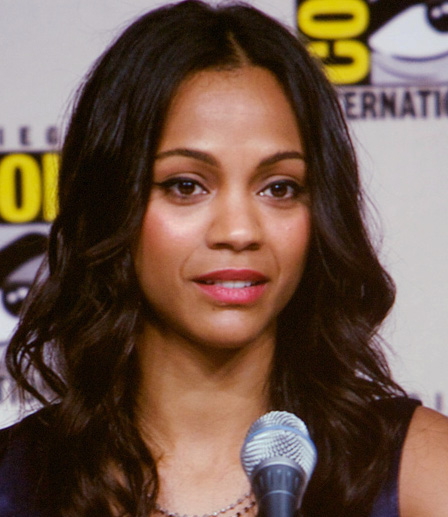
Zoë Saldaña (* 19. Juni)

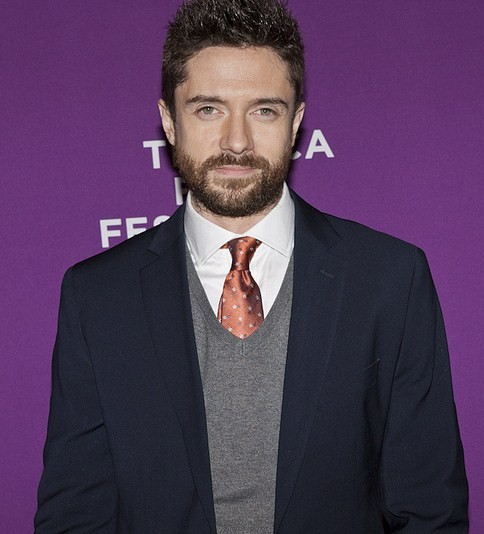
Topher Grace (* 12. Juli)

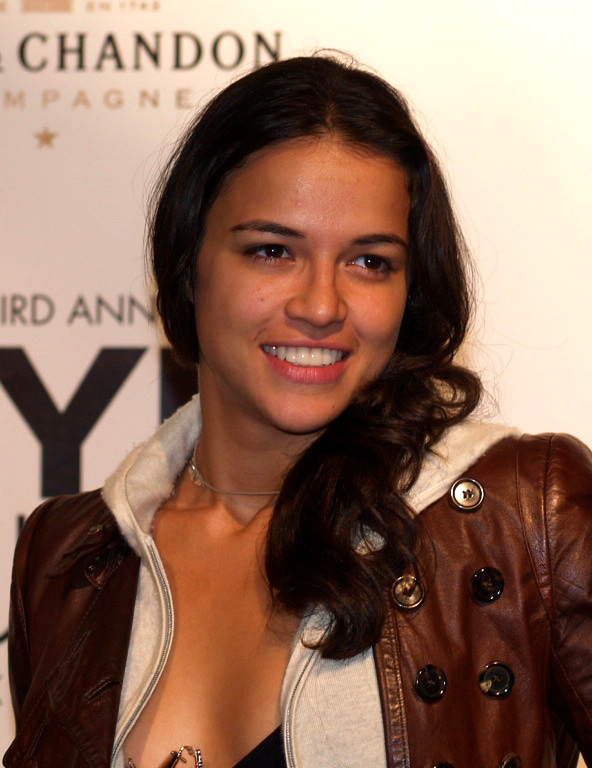
Michele Rodriguez (* 12. Juli)

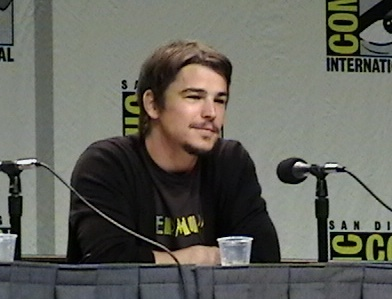
Josh Hartnett (* 21. Juli)

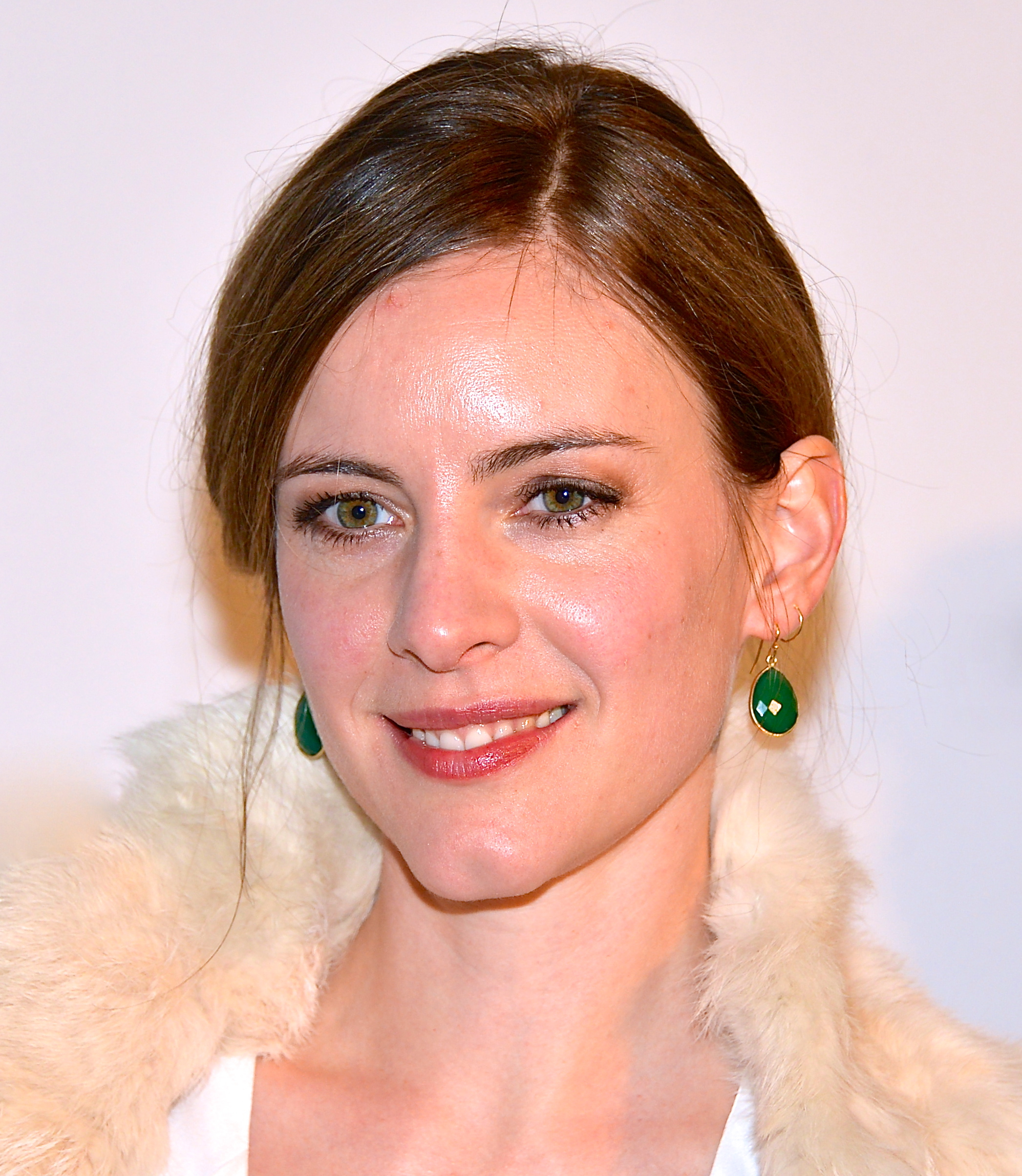
Malin Crépin (* 22. August)

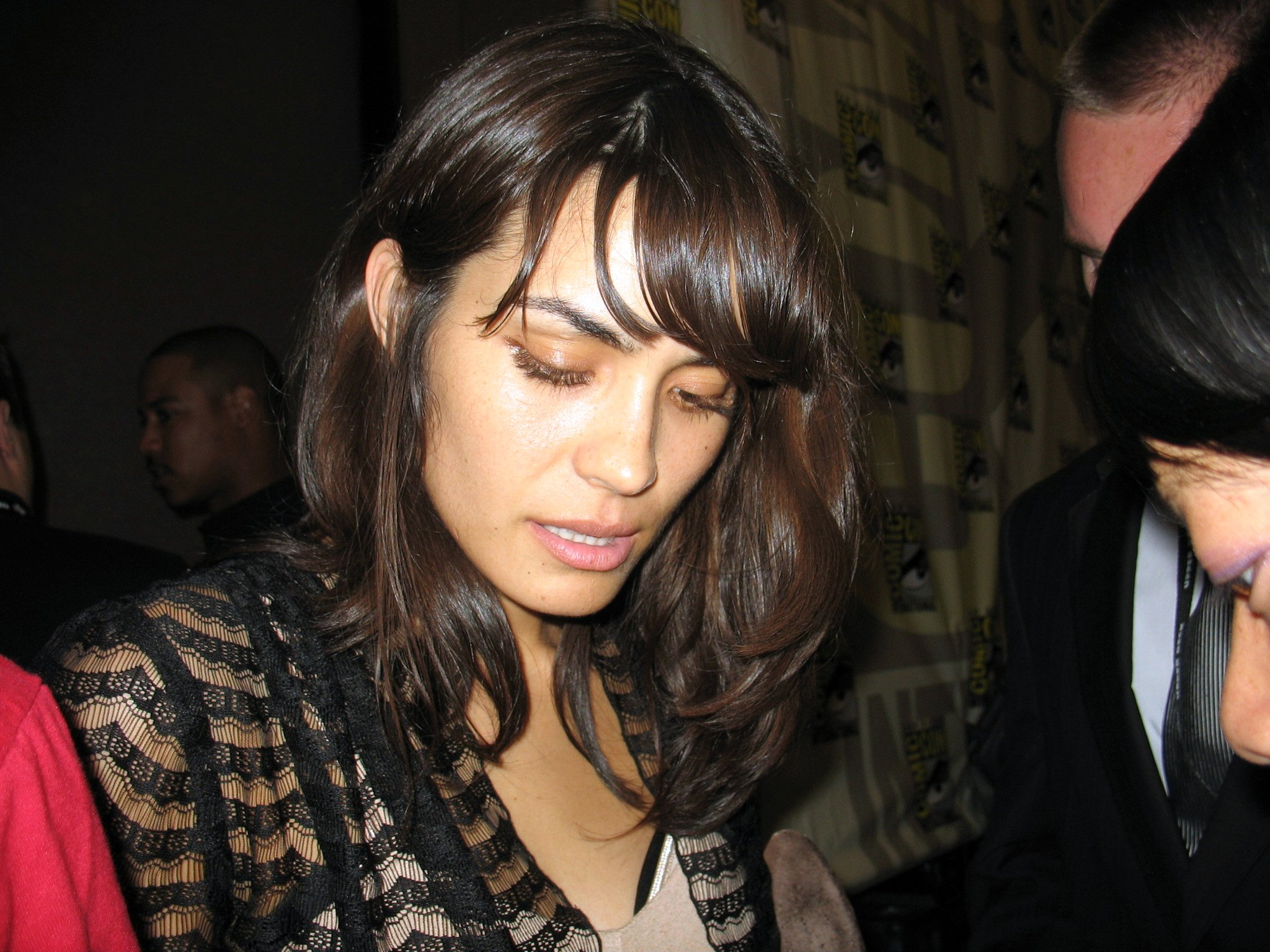
Shannyn Sossamon (* 3. Oktober)

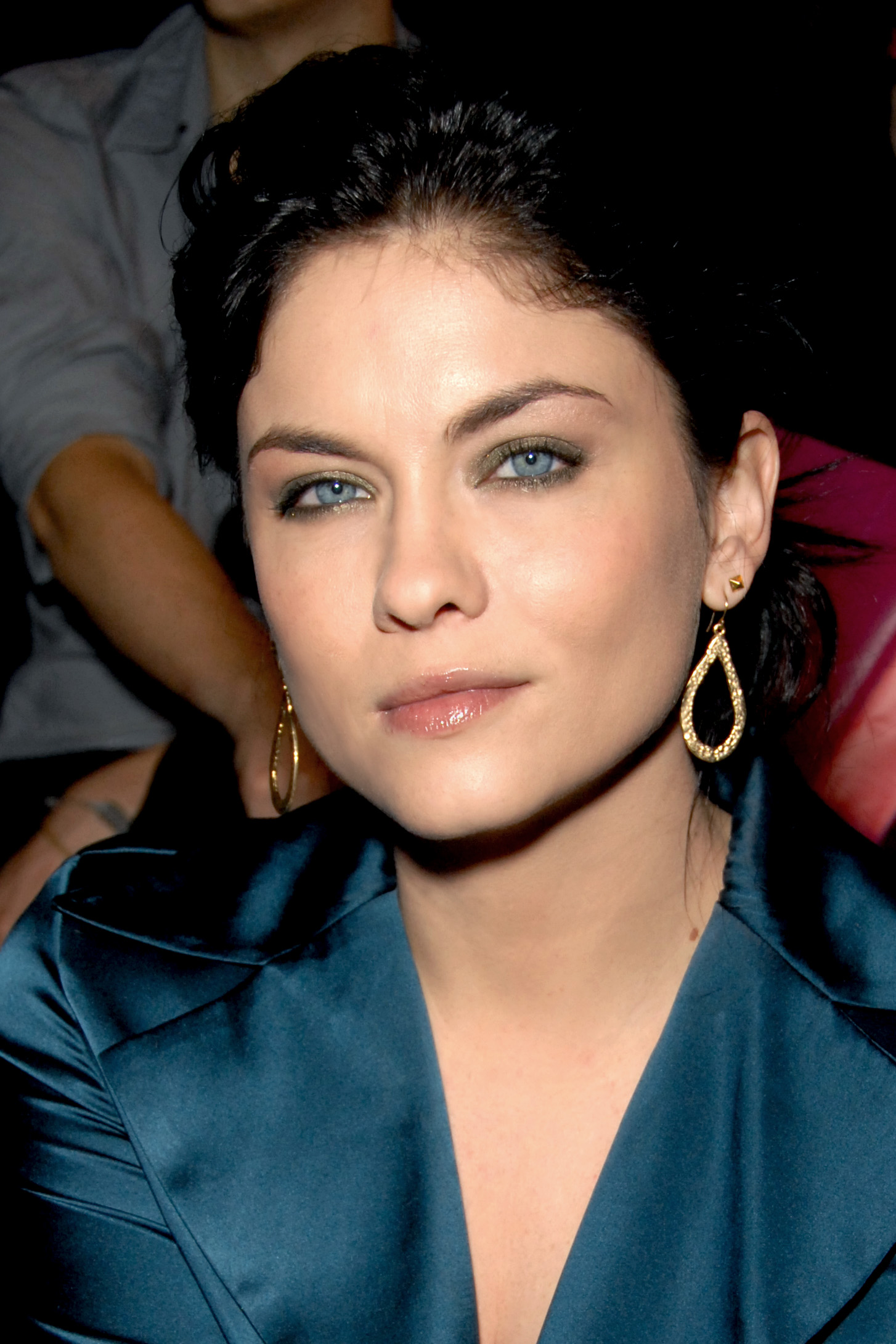
Jodi Lyn O’Keefe (* 10. Oktober)

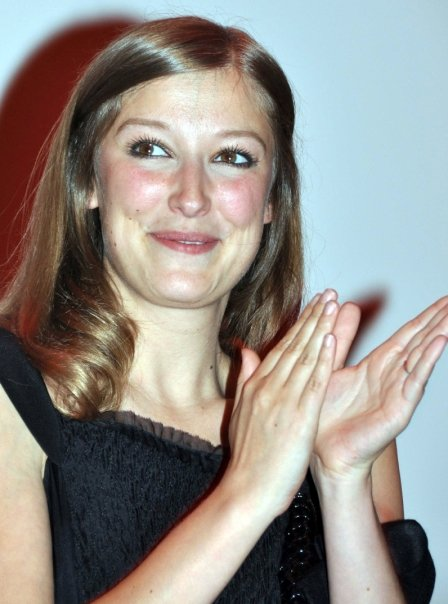
Alexandra Maria Lara (* 12. November)

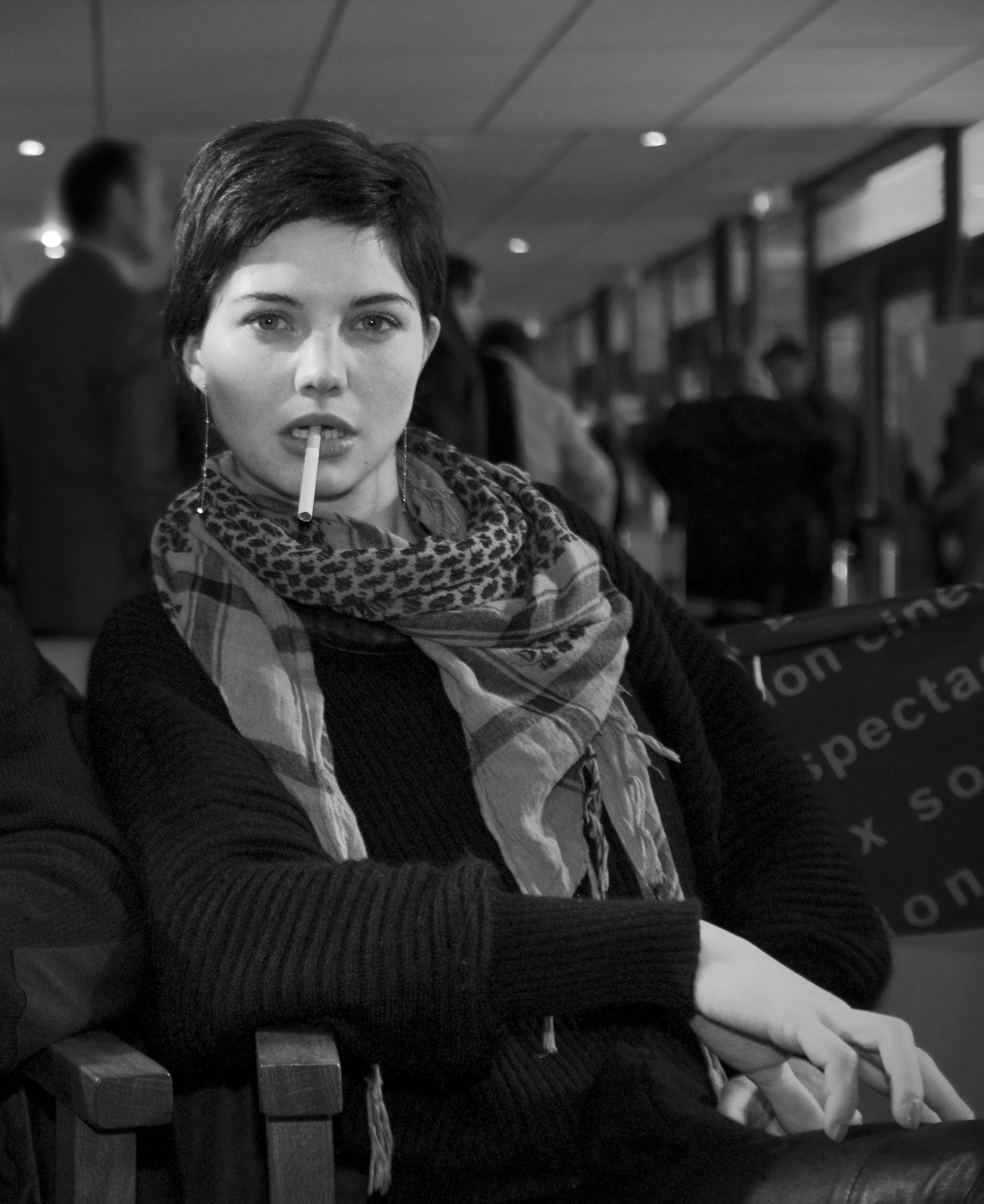
Delphine Chanéac (* 14. November)

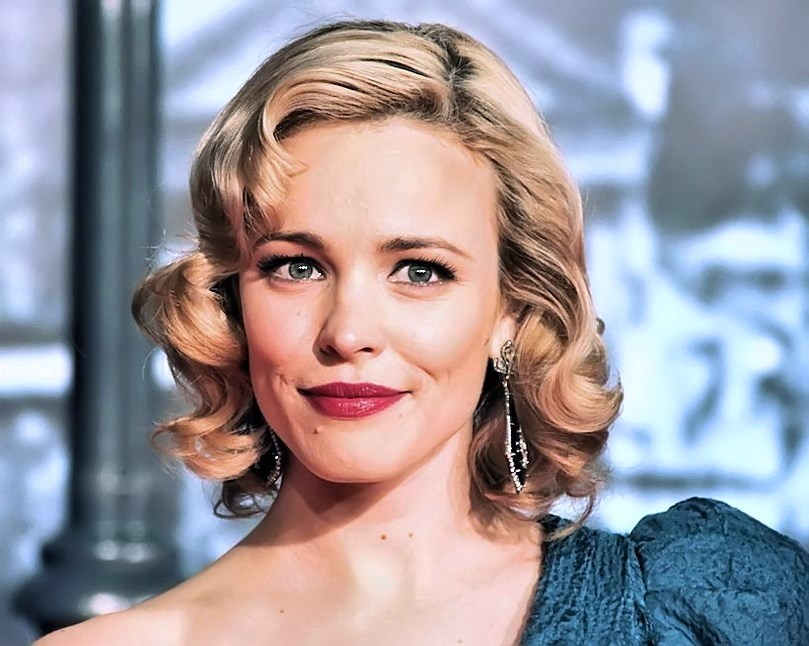
Rachel McAdams (* 17. November)

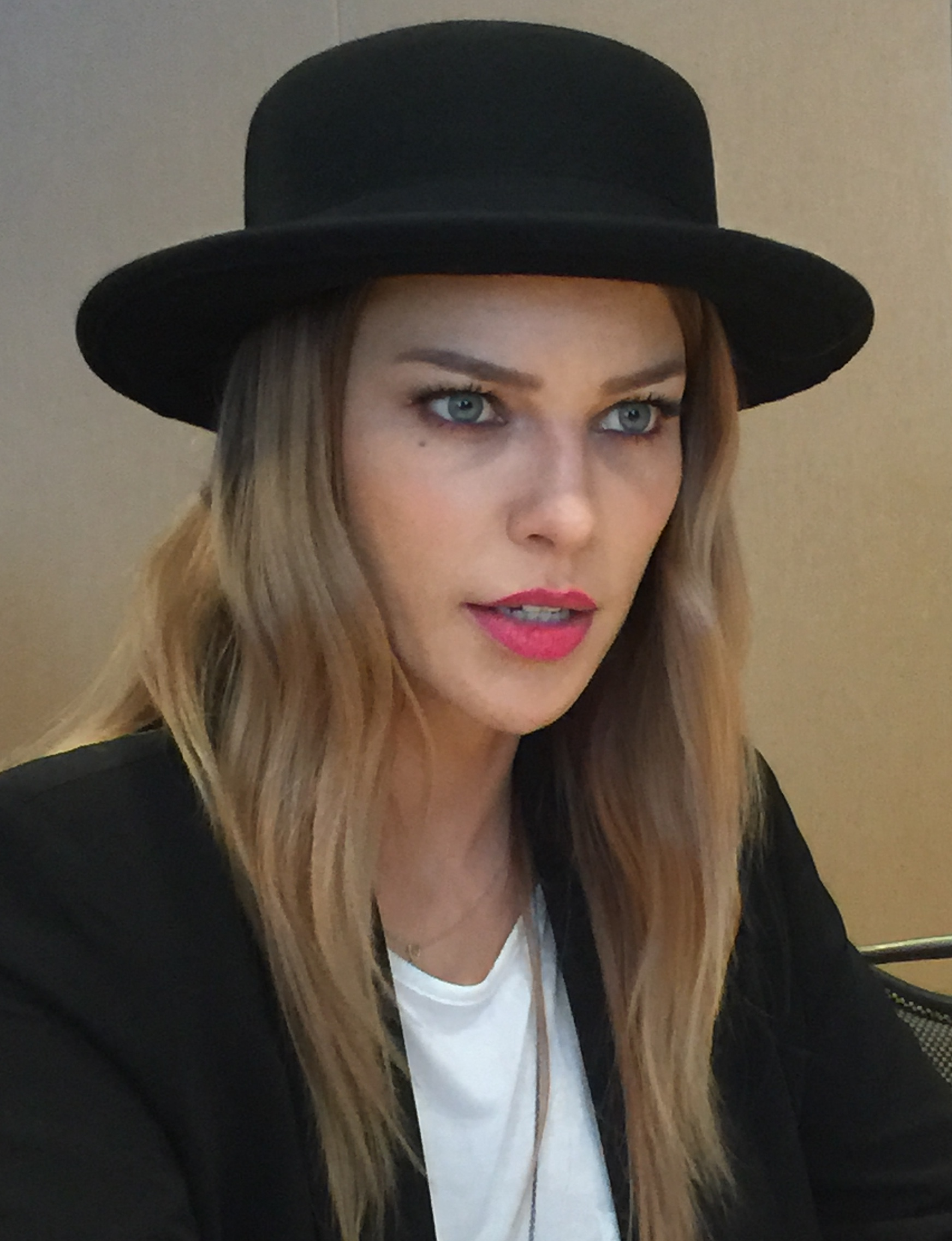
Lauren German (* 29. November)

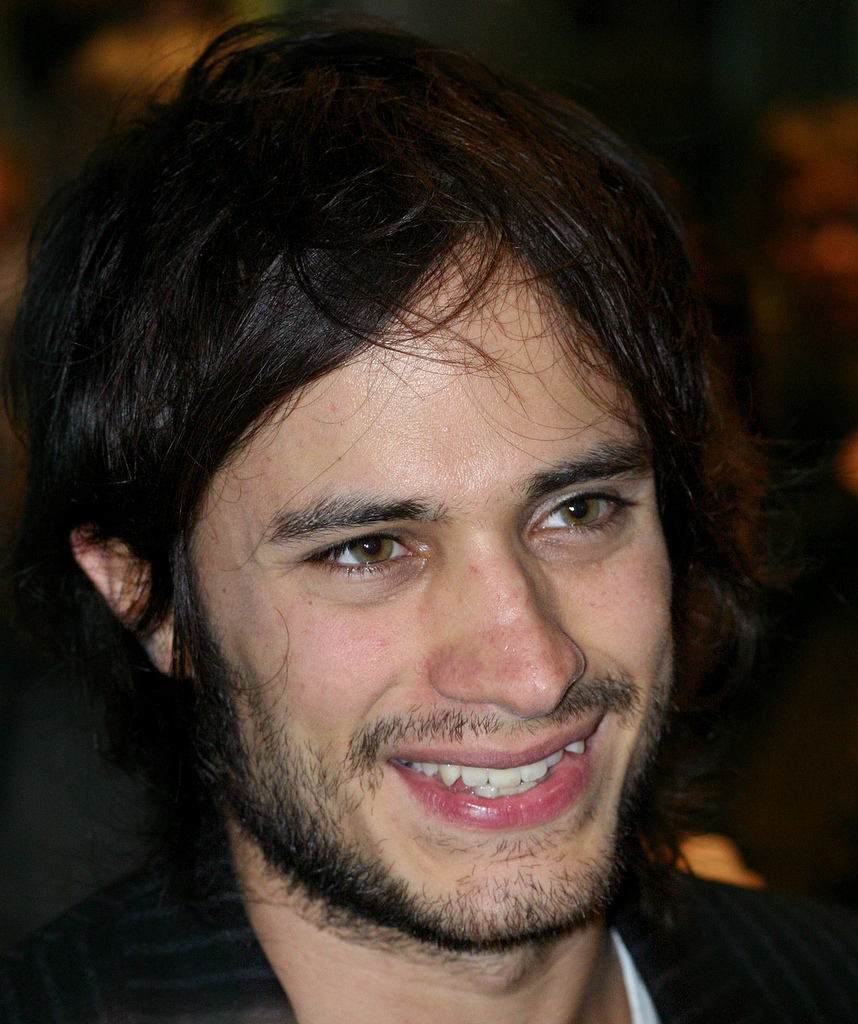
Gael García Bernal (* 30. November)

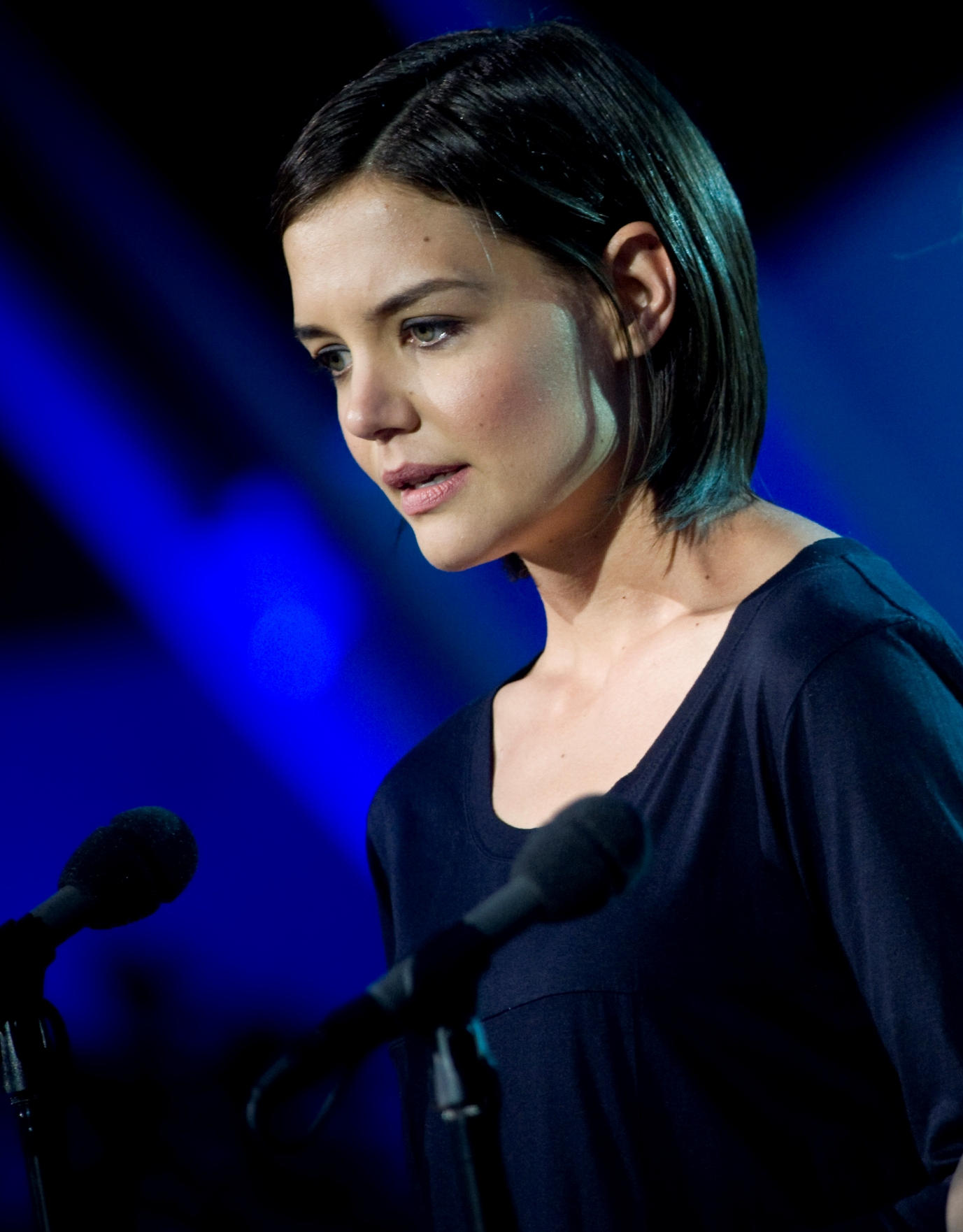
Katie Holmes (* 18. Dezember)

- 01. Januar: Vidya Balan, indische Schauspielerin
- 01. Januar: Nina Bott, deutsche Schauspielerin und Sängerin
- 05. Januar: January Jones, US-amerikanische Schauspielerin
- 05. Januar: America Olivo, US-amerikanische Schauspielerin
- 14. Januar: Kuno Becker, mexikanischer Schauspieler
- 14. Januar: Sage Brocklebank, kanadischer Schauspieler
- 15. Januar: Eddie Cahill, US-amerikanischer Schauspieler
- 20. Januar: Lucie Muhr, deutsche Schauspielerin
- 20. Januar: Omar Sy, französischer Schauspieler und Komiker
- 21. Januar: Edita Malovčić, österreichische Schauspielerin und Singer-Songwriter
- 24. Januar: Kristen Schaal, US-amerikanische Schauspielerin, Autorin und Komikerin
- 24. Januar: Mark Hildreth, kanadischer Schauspieler und Musiker
- 26. Januar: Kelly Stables, US-amerikanische Schauspielerin
- 27. Januar: Viola Wedekind, deutsche Schauspielerin

Februar
- 02. Februar: Rich Sommer, US-amerikanischer Schauspieler
- 02. Februar: Bárbara Mori, uruguayisch-mexikanische Schauspielerin
- 03. Februar: Eliza Schneider, US-amerikanische Schauspielerin und Synchronsprecherin
- 07. Februar: Ashton Kutcher, US-amerikanischer Schauspieler und Showmoderator
- 10. Februar: Suzanne Davis, US-amerikanische Schauspielerin
- 11. Februar: Lymari Nadal, puerto-ricanische Schauspielerin
- 20. Februar: Lauren Ambrose, US-amerikanische Schauspielerin
- 20. Februar: Jay Hernández, US-amerikanischer Schauspieler
- 20. Februar: Julia Jentsch, deutsche Schauspielerin
- 24. Februar: Nicole Lyn, kanadische Schauspielerin
- 28. Februar: Geoffrey Arend, US-amerikanischer Schauspieler

März
- 01. März: Jensen Ackles, US-amerikanischer Schauspieler
- 01. März: Sarah Jung, österreichische Schauspielerin
- 03. März: Aarti Mann, US-amerikanische Schauspielerin
- 03. März: Magdalena Mielcarz, polnische Schauspielerin
- 03. März: Tanishaa Mukerji, indische Schauspielerin
- 08. März: Nick Zano, US-amerikanischer Schauspieler und Model
- 16. März: Brooke Burns, US-amerikanische Schauspielerin
- 19. März: Virginia Williams, US-amerikanische Schauspielerin
- 21. März: Rani Mukerji, indische Schauspielerin
- 23. März: Anastasia Griffith, britische Schauspielerin
- 23. März: Nicholle Tom, US-amerikanische Schauspielerin
- 28. März: Bernd Faerber, deutscher Schauspieler
- 31. März: Daniel Mays, britischer Schauspieler

### April bis Juni
April
- 01. April: Anamaria Marinca, rumänische Schauspielerin
- 01. April: JJ Feild, britisch-US-amerikanischer Schauspieler
- 02. April: Jaime Ray Newman, US-amerikanische Schauspielerin
- 02. April: Griselda Siciliani, argentinische Schauspielerin
- 03. April: Matthew Goode, britischer Schauspieler
- 08. April: Rachel Roberts, kanadisches Model und Schauspielerin
- 09. April: Verena Mundhenke, deutsche Schauspielerin, Regisseurin und Model
- 11. April: Brett Claywell, US-amerikanischer Schauspieler
- 12. April: Riley Smith, US-amerikanischer Schauspieler
- 13. April: Gerti Drassl, Südtiroler Film- und Theaterschauspielerin
- 13. April: Kyle Howard, US-amerikanischer Schauspieler
- 16. April: Nikki Griffin, US-amerikanische Schauspielerin
- 19. April: James Franco, US-amerikanischer Schauspieler
- 21. April: Glen Berry, britischer Schauspieler
- 22. April: Manu Intiraymi, US-amerikanischer Schauspieler
- 26. April: Stana Katić, kanadische Schauspielerin
- 26. April: Anna Mouglalis, französische Schauspielerin und Fotomodell
- 26. April: Tyler Labine, kanadischer Schauspieler
- 28. April: Nate Richert, US-amerikanischer Schauspieler
- 29. April: Gernot Haas, österreichischer Schauspieler
- 30. April: Sandra Hüller, deutsche Schauspielerin

Mai
- 01. Mai: James Badge Dale, US-amerikanischer Schauspieler
- 05. Mai: Bárbara Elorrieta, spanische Schauspielerin
- 05. Mai: Santiago Cabrera, chilenischer Schauspieler
- 08. Mai: Matthew Davis, US-amerikanischer Schauspieler
- 08. Mai: Josie Maran, US-amerikanisches Fotomodell und Schauspielerin
- 09. Mai: Daniel Franzese, US-amerikanischer Schauspieler
- 10. Mai: Corri English, US-amerikanische Schauspielerin
- 10. Mai: Kenan Thompson, US-amerikanischer Schauspieler und Comedian
- 11. Mai: Laetitia Casta, französisches Model und Schauspielerin
- 11. Mai: Warren Brown, britischer Schauspieler
- 12. Mai: Malin Åkerman, schwedisch-kanadische Schauspielerin
- 12. Mai: Jason Biggs, US-amerikanischer Schauspieler
- 15. Mai: Caroline Dhavernas, kanadische Schauspielerin
- 15. Mai: David Krumholtz, US-amerikanischer Schauspieler
- 16. Mai: Jim Sturgess, britischer Schauspieler
- 17. Mai: Kat Foster, US-amerikanische Schauspielerin
- 21. Mai: Briana Banks, US-amerikanische Pornodarstellerin
- 22. Mai: Ginnifer Goodwin, US-amerikanische Schauspielerin
- 23. Mai: Jesse Heiman, US-amerikanischer Schauspieler
- 24. Mai: Bryan Greenberg, US-amerikanischer Schauspieler
- 26. Mai: Benji Gregory, US-amerikanischer Schauspieler († 2024)

Juni
- 02. Juni: Dominic Cooper, britischer Schauspieler
- 02. Juni: Nikki Cox, US-amerikanische Schauspielerin
- 02. Juni: Justin Long, US-amerikanischer Schauspieler
- 05. Juni: Katrin Wichmann, deutsche Schauspielerin
- 06. Juni: Judith Barsi, US-amerikanische Kinderschauspielerin († 1988)
- 07. Juni: Bill Hader, US-amerikanischer Schauspieler
- 07. Juni: Mini Anden, schwedisches Supermodel und Schauspielerin
- 08. Juni: Maria Menounos, US-amerikanische Schauspielerin
- 09. Juni: Michaela Conlin, US-amerikanische Schauspielerin
- 10. Juni: DJ Qualls, US-amerikanischer Schauspieler
- 10. Juni: Shane West, US-amerikanischer Schauspieler und Musiker
- 11. Juni: Joshua Jackson, kanadischer Schauspieler
- 13. Juni: Hilde Dalik, österreichische Schauspielerin
- 13. Juni: Ethan Embry, US-amerikanischer Schauspieler
- 14. Juni: Diablo Cody, US-amerikanische Drehbuchautorin
- 16. Juni: Daniel Brühl, deutscher Schauspieler
- 18. Juni: Emma Heming, britische Schauspielerin und Model
- 19. Juni: Mía Maestro, argentinische Schauspielerin
- 19. Juni: Zoë Saldaña, US-amerikanische Schauspielerin
- 20. Juni: Quinton Jackson, US-amerikanischer Mixed-Martial-Arts-Kämpfer und Schauspieler
- 21. Juni: Luke Kirby, kanadischer Schauspieler
- 21. Juni: Erica Durance, kanadische Schauspielerin
- 23. Juni: Isabella Leong, chinesische Schauspielerin und Musikerin
- 28. Juni: Camille Guaty, US-amerikanische Schauspielerin
- 29. Juni: Nicole Scherzinger, US-amerikanische Tänzerin, Schauspielerin und Sängerin

### Juli bis September
Juli
- 02. Juli: Owain Yeoman, britisch-walisischer Schauspieler
- 03. Juli: Ian Anthony Dale, US-amerikanischer Schauspieler
- 04. Juli: Becki Newton, US-amerikanische Schauspielerin
- 5. Juli: Moritz Führmann, deutscher Schauspieler
- 08. Juli: Eve Myles, walisische Schauspielerin
- 09. Juli: Linda Park, US-amerikanische Schauspielerin
- 12. Juli: Topher Grace, US-amerikanischer Schauspieler
- 12. Juli: Michelle Rodríguez, US-amerikanische Schauspielerin
- 13. Juli: Tatiana Čecháková-Vilhelmová, tschechische Schauspielerin
- 17. Juli: Katharine Towne, US-amerikanische Schauspielerin
- 20. Juli: Charlie Korsmo, US-amerikanischer Schauspieler
- 21. Juli: Justin Bartha, US-amerikanischer Schauspieler
- 21. Juli: Josh Hartnett, US-amerikanischer Schauspieler
- 22. Juli: A.J. Cook, kanadische Schauspielerin
- 23. Juli: Sheila Mello, brasilianische Tänzerin, Schauspielerin und Model
- 25. Juli: Lisa Maria Potthoff, deutsche Schauspielerin

August
- 03. August: Suzana Alves, brasilianische Schauspielerin, Sängerin und Tänzerin
- 07. August: Cirroc Lofton, US-amerikanischer Schauspieler und Rapper
- 09. August: Daniela Denby-Ashe, britische Schauspielerin
- 10. August: Leo Fitzpatrick, US-amerikanischer Schauspieler
- 10. August: Oliver Petszokat, deutscher Schauspieler, Sänger und Moderator
- 18. August: Andy Samberg, US-amerikanischer Schauspieler und Komiker
- 19. August: Michelle Borth, US-amerikanische Schauspielerin
- 20. August: Noah Bean, US-amerikanischer Schauspieler
- 21. August: Marinko Madžgalj, serbischer Schauspieler und Drehbuchautor († 2016)
- 22. August: Malin Crépin, schwedische Schauspielerin
- 24. August: Beth Riesgraf, US-amerikanische Schauspielerin
- 26. August: Amanda Schull, US-amerikanische Schauspielerin
- 28. August: Kelly Overton, US-amerikanische Schauspielerin, Drehbuchautorin und Produzentin

September
- 03. September: Nick Wechsler, US-amerikanischer Schauspieler
- 04. September: Wes Bentley, US-amerikanischer Schauspieler
- 05. September: Yu Nan, chinesische Schauspielerin
- 05. September: Laura Bertram, kanadische Schauspielerin
- 07. September: Devon Sawa, kanadischer Schauspieler
- 12. September: Sverrir Gudnason, schwedischer Schauspieler
- 12. September: Benjamin McKenzie, US-amerikanischer Schauspieler
- 13. September: Megan Henning, US-amerikanische Schauspielerin
- 16. September: Michael Mosley, US-amerikanischer Schauspieler
- 21. September: Paulo Costanzo, kanadischer Schauspieler
- 22. September: Daniella Alonso, US-amerikanische Schauspielerin
- 23. September: Keri Lynn Pratt, US-amerikanische Schauspielerin
- 25. September: Rossif Sutherland, kanadischer Schauspieler

### Oktober bis Dezember
Oktober
- 03. Oktober: Christian Coulson, britischer Schauspieler
- 03. Oktober: Shannyn Sossamon, US-amerikanische Schauspielerin
- 04. Oktober: Mark Day, britischer Filmeditor
- 07. Oktober: Omar Benson Miller, US-amerikanischer Schauspieler
- 10. Oktober: Jodi Lyn O’Keefe, US-amerikanische Schauspielerin
- 11. Oktober: Trevor Donovan, US-amerikanischer Schauspieler
- 12. Oktober: Felix Klare, deutscher Schauspieler
- 14. Oktober: Usher Raymond, US-amerikanischer R&B-Sänger und Schauspieler
- 15. Oktober: Katharina Wackernagel, deutsche Schauspielerin und Regisseurin
- 17. Oktober: Erin Karpluk, kanadische Schauspielerin
- 21. Oktober: Will Estes, US-amerikanischer Schauspieler
- 21. Oktober: Michael McMillian, US-amerikanischer Schauspieler
- 22. Oktober: Eli Wasserscheid, deutsche Schauspielerin
- 25. Oktober: Zachary Knighton, US-amerikanischer Schauspieler
- 27. Oktober: David Walton, US-amerikanischer Schauspieler
- 28. Oktober: Marta Etura, spanische Schauspielerin
- 28. Oktober: Lara Joy Körner, deutsche Schauspielerin
- 30. Oktober: Matthew Morrison, US-amerikanischer Musicaldarsteller und Schauspieler

November
- 01. November: Mary Kate Schellhardt, US-amerikanische Schauspielerin
- 02. November: Whit Hertford, US-amerikanischer Schauspieler
- 06. November: Taryn Manning, US-amerikanische Schauspielerin
- 08. November: Keir O’Donnell, US-amerikanischer Schauspieler
- 10. November: Eve, US-amerikanische Rapperin und Schauspielerin
- 12. November: Ashley Williams, US-amerikanische Schauspielerin
- 12. November: Alexandra Maria Lara, deutsch-rumänische Schauspielerin
- 14. November: Delphine Chanéac, französische Schauspielerin
- 17. November: Rachel McAdams, kanadische Schauspielerin
- 17. November: Tom Ellis, walisischer Schauspieler
- 17. November: Zoë Bell, neuseeländische Stuntfrau und Schauspielerin
- 20. November: Nadine Velazquez, puerto-ricanisch-US-amerikanische Schauspielerin und Model
- 22. November: Leo Gregory, britischer Schauspieler
- 24. November: Katherine Heigl, US-amerikanische Schauspielerin
- 27. November: Unax Ugalde, spanischer Schauspieler
- 28. November: Aimee Garcia, US-amerikanische Schauspielerin
- 29. November: Lauren German, US-amerikanische Schauspielerin
- 30. November: Gael García Bernal, mexikanischer Schauspieler

Dezember
- 06. Dezember: Karen Denise Aubert, US-amerikanische Schauspielerin
- 07. Dezember: Shiri Appleby, US-amerikanische Schauspielerin
- 07. Dezember: Jeff Nichols, US-amerikanischer Drehbuchautor und Regisseur
- 08. Dezember: Ian Somerhalder, US-amerikanischer Schauspieler
- 09. Dezember: Jesse Metcalfe, US-amerikanischer Schauspieler
- 10. Dezember: Summer Phoenix, US-amerikanische Schauspielerin
- 11. Dezember: Courtney Henggeler, US-amerikanische Schauspielerin
- 16. Dezember: Joe Absolom, britischer Schauspieler
- 18. Dezember: Katie Holmes, US-amerikanische Schauspielerin
- 19. Dezember: Katharina Lorenz, deutsche Schauspielerin
- 20. Dezember: Amanda Swisten, US-amerikanische Schauspielerin
- 21. Dezember: Marius Clarén, deutscher Synchronsprecher und Dialogbuchautor
- 23. Dezember: Estella Warren, kanadische Schauspielerin
- 25. Dezember: Jeremy Strong, US-amerikanischer Schauspieler
- 27. Dezember: Lisa Jakub, kanadische Schauspielerin
- 29. Dezember: Ali Hillis, US-amerikanische Schauspielerin
- 30. Dezember: Tyrese Gibson, afroamerikanischer R&B-Sänger, Rapper, Schauspieler und Model

### Datum unbekannt
- Isabel Prahl, deutsche Filmregisseurin
- Leo Reisinger, deutscher Schauspieler und Musiker

## Verstorbene

### Januar bis März
Januar

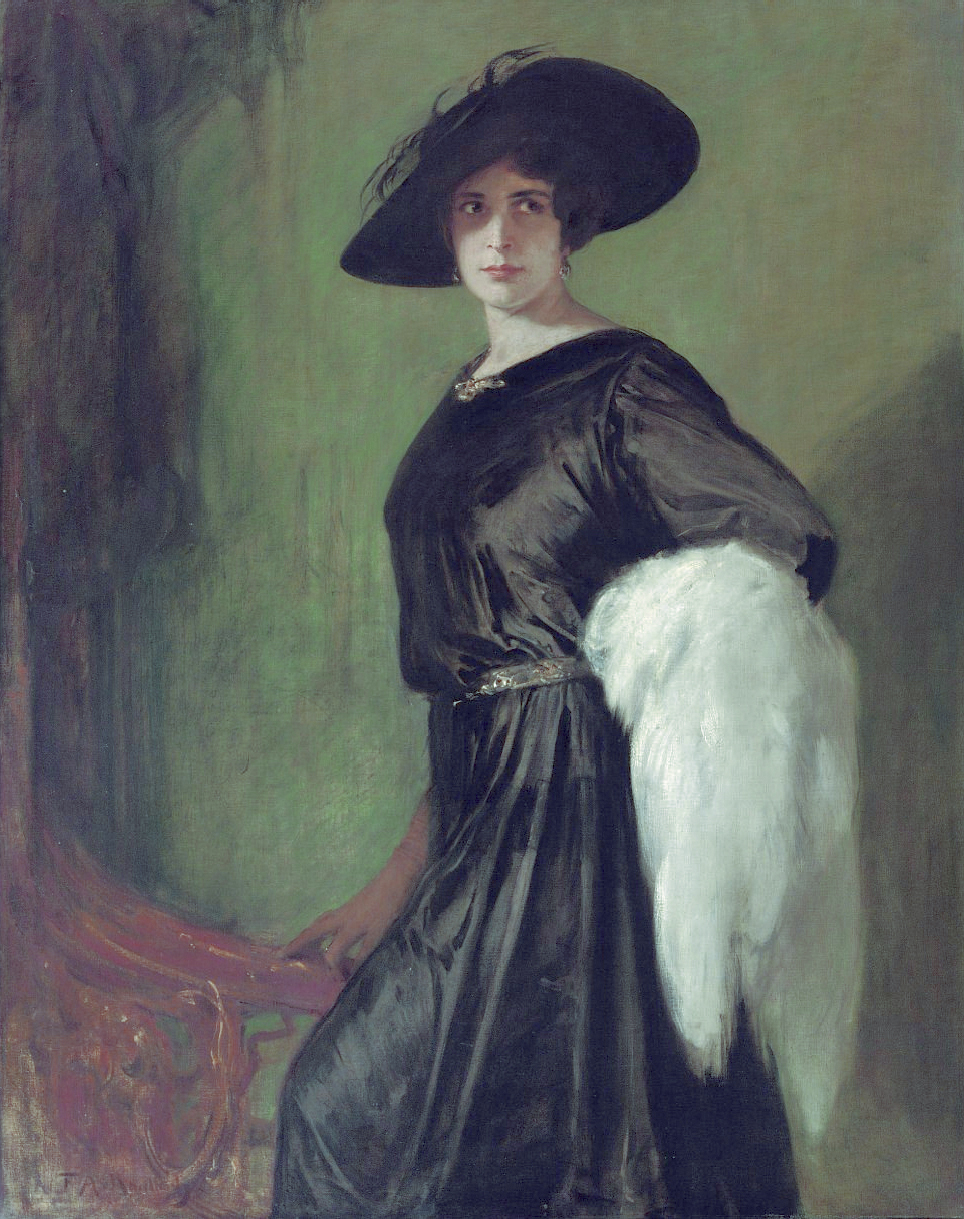
Hanna Ralph (1888–1978)

- 03. Januar: Alfred Braun, deutscher Schauspieler, Regisseur und Drehbuchautor (* 1888)
- 11. Januar: Michael Bates, britischer Schauspieler (* 1920)
- 14. Januar: Blossom Rock, US-amerikanische Schauspielerin (* 1895)
- 17. Januar: Nino Giannini, italienischer Film- und Synchronregisseur (* 1894)
- 18. Januar: Carl Betz, US-amerikanischer Schauspieler (* 1921)
- 21. Januar: William Girdler, US-amerikanischer Regisseur, Drehbuchautor und Produzent (* 1947)
- 23. Januar: Jack Oakie, US-amerikanischer Schauspieler (* 1903)
- 24. Januar: Friedrich Porges, österreichisch-amerikanischer Filmpublizist und Drehbuchautor (* 1890)
- 25. Januar: Else Reval, deutsche Schauspielerin (* 1893)
- 26. Januar: Leo Genn, britischer Schauspieler (* 1905)
- 27. Januar: Oskar Homolka, österreichischer Schauspieler (* 1898)

Februar
- 02. Februar: Wendy Barrie, britische Schauspielerin (* 1912)
- 15. Februar: Josef Pelz von Felinau, Schauspieler, Drehbuch- und Hörspielautor (* 1895)
- 18. Februar: Maggie McNamara, US-amerikanische Schauspielerin (* 1928)
- 28. Februar: Philip Ahn, US-amerikanischer Schauspieler (* 1905)

März
- 13. März: John Cazale, US-amerikanischer Schauspieler (* 1935)
- 15. März: Valeska Gert, deutsche Schauspielerin (* 1892)
- 17. März: Leigh Brackett, US-amerikanische Schriftstellerin und Drehbuchautorin (* 1915)
- 25. März: Hanna Ralph, deutsche Schauspielerin (* 1888)

### April bis Juni
April
- 09. April: Michael Wilson, US-amerikanischer Drehbuchautor (* 1914)
- 13. April: Paul McGrath, US-amerikanischer Schauspieler (* 1904)
- 17. April: Ewald Balser, deutscher Schauspieler (* 1898)
- 22. April: Will Geer, US-amerikanischer Schauspieler (* 1902)
- 23. April: Franz Loskarn, deutscher Schauspieler (* 1890)
- 24. April: John Carroll, US-amerikanischer Schauspieler (* 1906)
- 28. April: Russell Metty, US-amerikanischer Kameramann (* 1906)

Mai
- 03. Mai: A. Arnold Gillespie, US-amerikanischer Szenenbildner und Spezial-Effekt-Experte (* 1899)
- 05. Mai: Lu Synd, deutsche Schauspielerin (* 1886)
- 06. Mai: Loyal Griggs, US-amerikanischer Kameramann (* 1906)
- 29. Mai: Sy Bartlett, US-amerikanischer Drehbuchautor (* 1900)

Juni
- 04. Juni: Leopold Rudolf, österreichischer Schauspieler (* 1911)
- 20. Juni: Mark Robson, kanadischer Regisseur (* 1913)
- 23. Juni: Leonore Ehn, österreichische Schauspielerin (* 1888)
- 29. Juni: Bob Crane, US-amerikanischer Schauspieler (* 1928)

### Juli bis September
Juli
- 03. Juli: James Daly, US-amerikanischer Schauspieler (* 1918)
- 04. Juli: Carola Braunbock, deutsche Schauspielerin (* 1924)
- 17. Juli: Thayer David, US-amerikanischer Schauspieler (* 1927)
- 31. Juli: Werner Finck, deutscher Schauspieler und Kabarettist (* 1902)

August
- 11. August: Heinz Lanker, deutscher Schauspieler (* 1916)
- 16. August: Jean Acker, US-amerikanische Schauspielerin (* 1892)
- 26. August: Charles Boyer, französischer Schauspieler (* 1899)
- 28. August: Robert Shaw, britischer Schauspieler und Schriftsteller (* 1927)
- 29. August: Karl Hartl, österreichischer Regisseur (* 1899)
- 31. August: Lee Garmes, US-amerikanischer Kameramann (* 1898)

September
- 09. September: Jürgen Feindt, deutscher Tänzer und Schauspieler (* 1935)
- 11. September: O. E. Hasse, deutscher Schauspieler (* 1903)
- 21. September: Peter Vogel, deutscher Schauspieler (* 1937)
- 22. September: Lina Carstens, deutsche Schauspielerin (* 1892)
- 30. September: Edgar Bergen, US-amerikanischer Schauspieler (* 1903)

### Oktober bis Dezember
Oktober

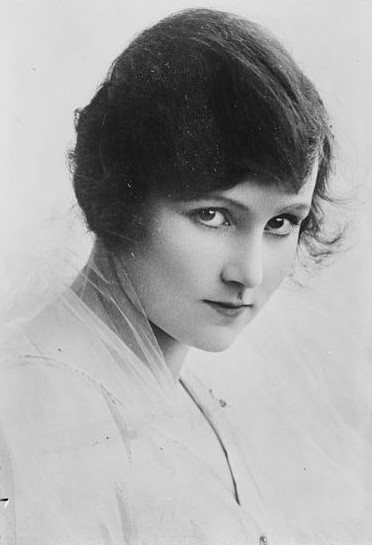
Fay Compton (1894–1978)

- 08. Oktober: Karl Swenson, US-amerikanischer Schauspieler (* 1908)
- 09. Oktober: Jacques Brel, belgischer Sänger und Schauspieler (* 1929)
- 10. Oktober: John Randolph Bray, US-amerikanischer Zeichentrickfilmpionier (* 1879)
- 10. Oktober: Kathryn McGuire, US-amerikanische Schauspielerin (* 1903)
- 16. Oktober: Dan Dailey, US-amerikanischer Schauspieler (* 1913)
- 19. Oktober: Gig Young, US-amerikanischer Schauspieler (* 1913)
- 20. Oktober: Salka Viertel, österreichisch-amerikanische Schauspielerin und Drehbuchautorin (* 1889)
- 23. Oktober: H. A. L. Craig, irischer Drehbuchautor (* 1921)
- 26. Oktober: Irmin Roberts, US-amerikanischer Kameramann (* 1904)
- 28. Oktober: Geoffrey Unsworth, britischer Kameramann (* 1914)
- 30. Oktober: Brian Hayles, britischer Drehbuchautor (* 1930)

November
- 02. November: Giuseppe Berto, italienischer Drehbuchautor (* 1914)
- 10. November: Theo Lingen, deutscher Schauspieler (* 1903)
- 12. November: Ernst Matray, ungarischer Schauspieler, Regisseur und Choreograf (* 1891)
- 16. November: Claude Dauphin, französischer Schauspieler (* 1903)
- 28. November: André Morell, britischer Schauspieler (* 1909)

Dezember
- 04. Dezember: Albrecht Schoenhals, deutscher Schauspieler (* 1888)
- 10. Dezember: Fausto Tozzi, italienischer Schauspieler (* 1921)
- 10. Dezember: Ed Wood, US-amerikanischer Regisseur (* 1924)
- 12. Dezember: Fay Compton, britische Schauspielerin (* 1894)
- 15. Dezember: Chill Wills, US-amerikanischer Schauspieler (* 1903)
- 22. Dezember: Rochus Gliese, deutscher Bühnenbildner und Regisseur (* 1891)
- 27. Dezember: Egon von Jordan, österreichischer Schauspieler (* 1902)
- 28. Dezember: Wera Altaiskaja, russische Schauspielerin (* 1919)
- 29. Dezember: Orville O. Dull, US-amerikanischer Regisseur und Produzent (* 1888)